# Jungle Fight 1
Jungle Fight 1（ジャングル・ファイト・ワン）は、ブラジルの総合格闘技団体「Jungle Fight」の大会の一つ。2003年9月13日、アマゾナス州マナウスのアリアウタワーホテルで開催された。

## 大会概要
旗揚げ戦となった本大会では総合格闘技デビュー戦となったホナウド・ジャカレイがジョルジ・パチーユ・マカコにKO負けを喫した。
新日本プロレスのプロレスラー中邑真輔と村上和成は共に一本勝ちを収めた。

## 試合結果
| 試合 | 勝者                             | 敗者                   | 試合結果                        |
| ---- | -------------------------------- | ---------------------- | ------------------------------- |
| 1    | エベンゼール・フォンテス・ブラガ | ホドリゴ・ヒスカド     | 1R 0:33 フロントチョーク        |
| 2    | 村上和成                         | リー・ヤングガン       | 1R 1:09 腕ひしぎ十字固め        |
| 3    | マルセロ・タイガー               | ジョセフ・バンギス     | 1R 1:28 チョークスリーパー      |
| 4    | ジャスティン・マッコリー         | ダリオ・アモリン       | 3R終了 判定3-0                  |
| 5    | ファブリシオ・ヴェウドゥム       | ガブリエル・ゴンザーガ | 3R 2:11 TKO（パンチ連打）       |
| 6    | 中邑真輔                         | シェーン・アイトナー   | 1R 4:29 V1アームロック          |
| 7    | LYOTO                            | ステファン・ボナー     | 1R 4:21 TKO（ドクターストップ） |
| 8    | レオポルド・モンテネグロ         | マーク・シュルツ       | 1R 2:40 三角絞め                |
| 9    | リコ・チャパレリ                 | ルイス・パンテラ       | 3R終了 判定3-0                  |
| 10   | ヒカルド・モラエス               | メストレ・フマッサ     | 1R 2:06 TKO（パンチ連打）       |
| 11   | エヴァンゲリスタ・サイボーグ     | ルーカス・ロペス       | 2R 4:08 TKO（ローキック）       |
| 12   | ジョルジ・パチーユ・マカコ       | ホナウド・ジャカレイ   | 1R 3:13 KO（パンチ）            |